# Jaskinia w Górze Doliny Kobylańskiej
Jaskinia w Górze Doliny Kobylańskiej, Schronisko w Górze Doliny Kobylańskiej – jaskinia w Dolinie Kobylańskiej na Wyżynie Olkuskiej wchodzącej w skład Wyżyny Krakowsko-Częstochowskiej. Administracyjnie znajduje się w granicach wsi Karniowice, w gminie Zabierzów w powiecie krakowskim.

## Opis jaskini
Jaskinia znajduje się w bocznym orograficznie lewym odgałęzieniu górnej części Doliny Kobylańskiej, w wąwozie oddzielającym wzniesienie Borynia od wzniesienia Wzgórze Dumań. Wąwóz ten ma wylot zaraz powyżej skał Lotniki. Jaskinia znajduje się w grupie najwyżej w nim położonych skał. Na skale tej uprawiana jest wspinaczka skalna, a wspinacze nadali jej nazwę Sękata Grzęda. Jej dolny otwór znajduje się powyżej progu, górny blisko krawędzi górnej powierzchni skały. Za dużym otworem południowo-wschodnim jest kilkumetrowej długości korytarzyk z obniżającym się stropem. W jego tylnej części jest niewielka salka, a po lewej stronie ukośny komin wyprowadzający na powierzchnię. Na wprost jest ciasny przełaz, który po 6 m stromo opada. Dalsza i ciasna jego część nie została zbadana.
Jest to jaskinia krasowa utworzona w późnojurajskich wapieniach skalistych. Jest sucha i widna do przełazu. W dość jasnym kominie rozwijają się listkowate porosty, mchy i paprotka zwyczajna. Ze zwierząt obserwowano pająka sieciarza jaskiniowego, muchówki, ślimaki, dżdżownice i drobne bezkręgowce glebowe. W korytarzyku za przełazem prawdopodobnie zamieszkuje borsuk.
Jaskinię opisał Kazimierz Kowalski w 1951 r. Korytarz za przełazem w marcu 1996 odkryli J. Kućmierz i R. Suski. W roku 2003 J. Nowak, M. Szot i J. Ślusarczyk zbadali jego kontynuację za przełamaniem. Aktualną dokumentację jaskini sporządził J. Nowak w maju 2003 r.

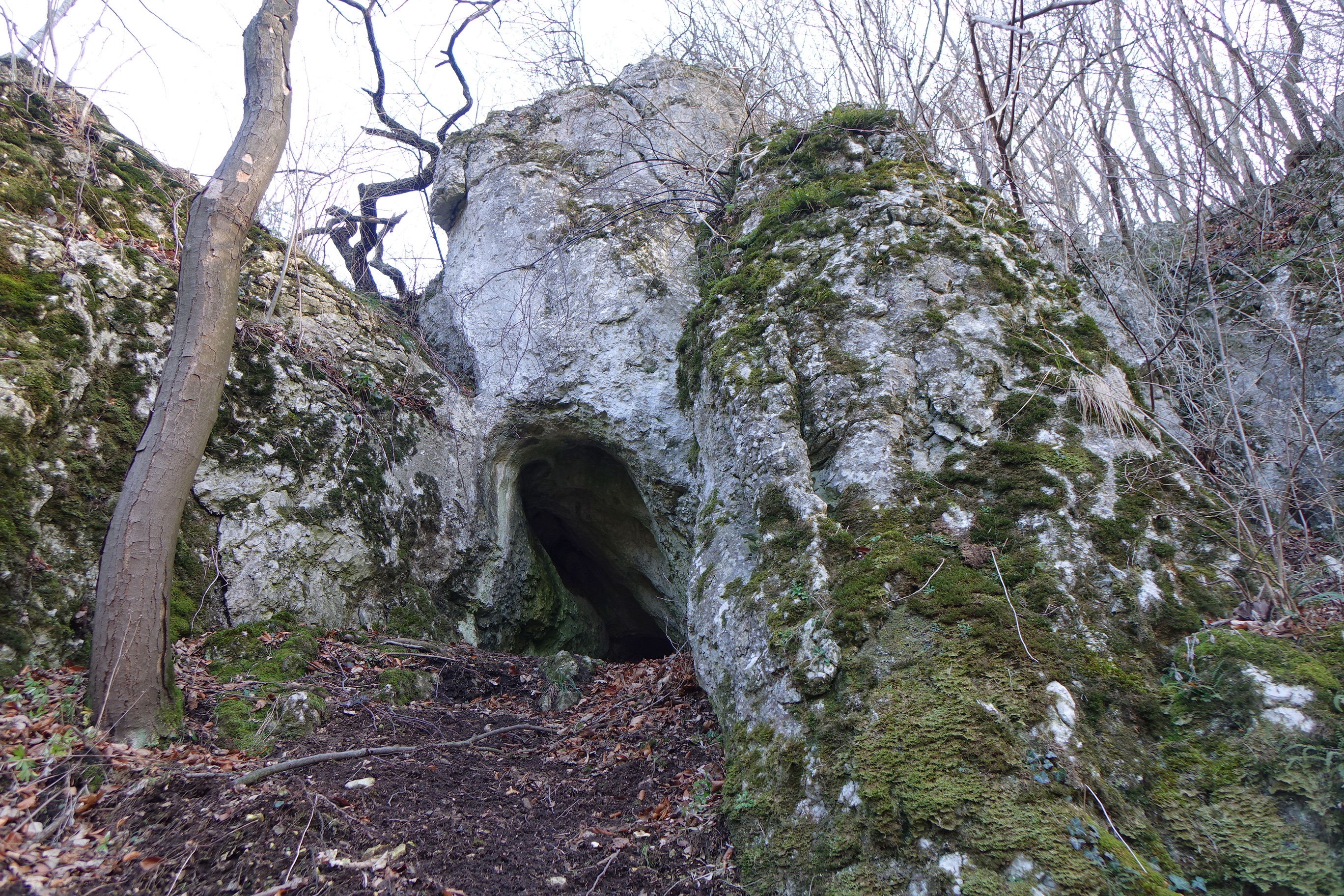
Otwór
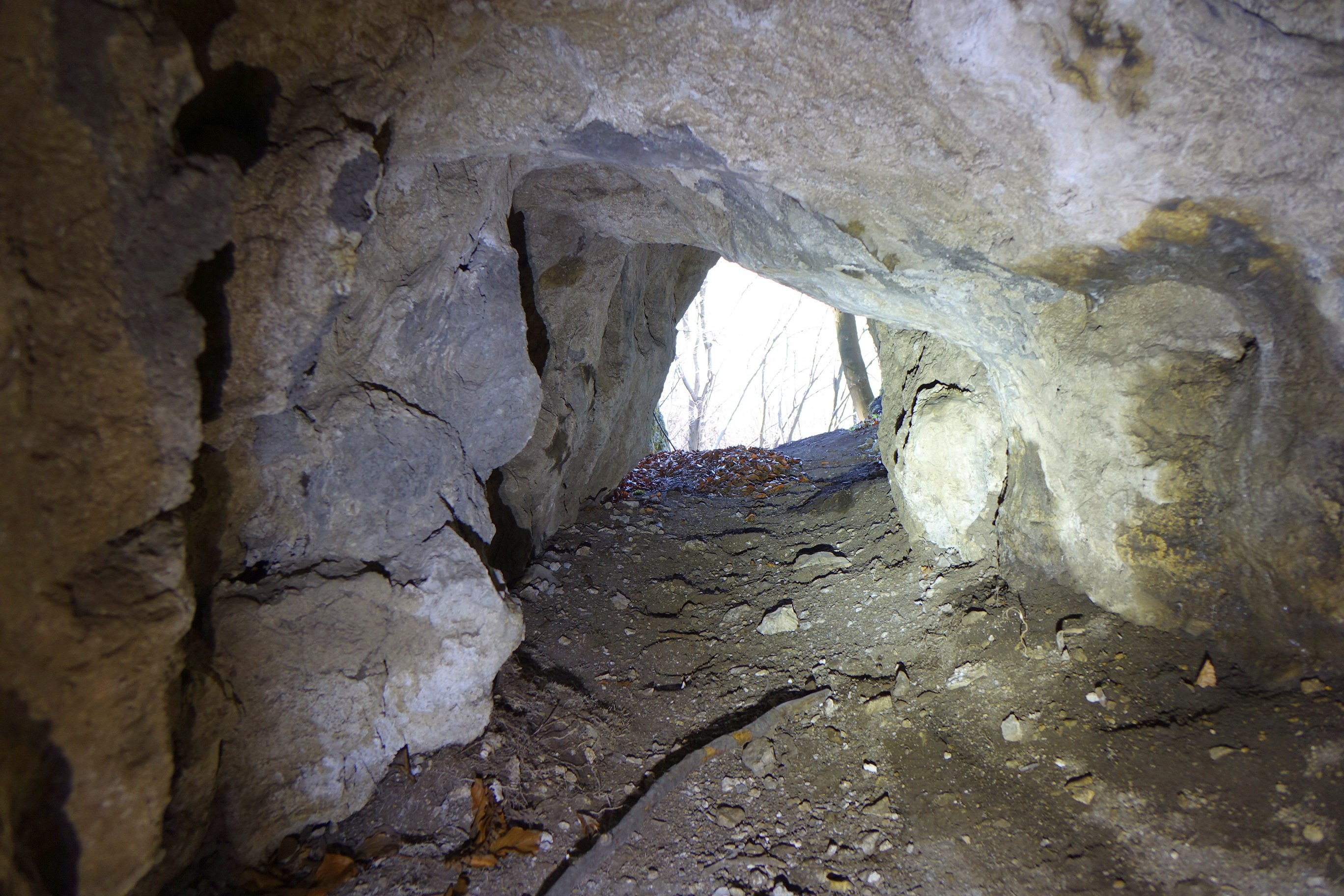
Korytarz
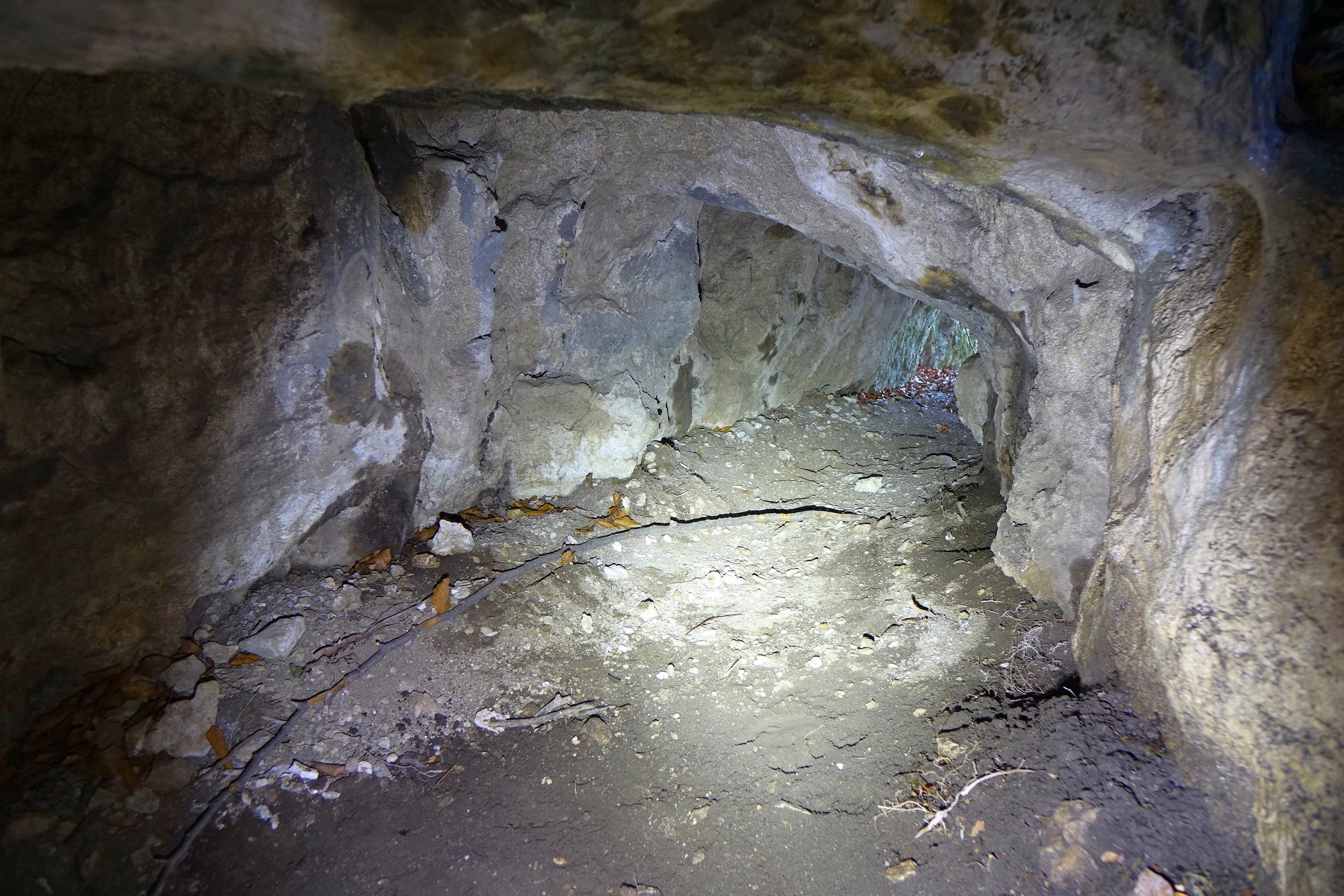
Korytarz
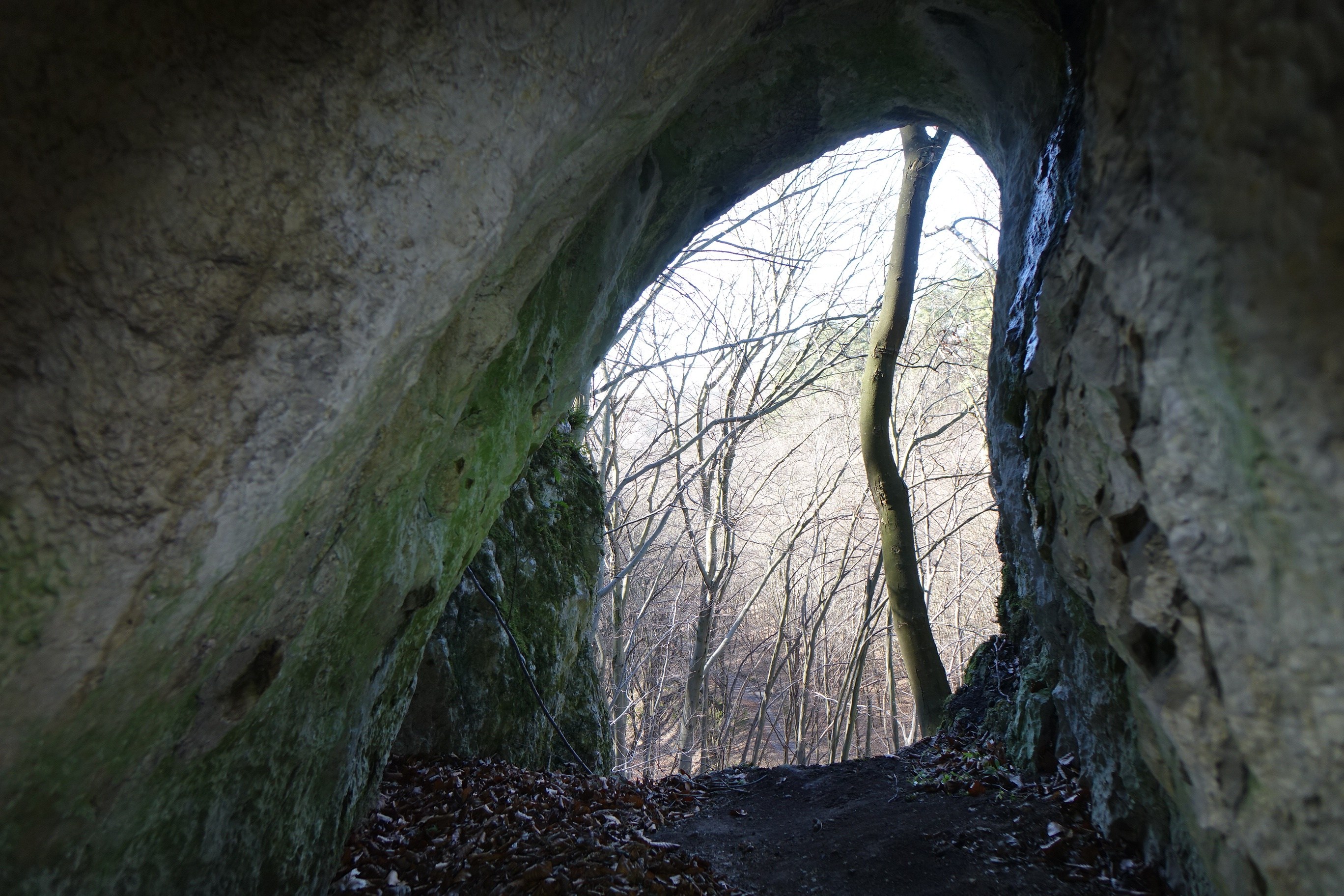
Widok z korytarza

W Sękatej Grzędzie znajduje się jeszcze Lisi Korytarzyk i Pojedyncza Koliba.